# Joseph Carlebach

Joseph Carlebach

Joseph Zwi Carlebach (geboren am 30. Januar 1883 in Lübeck; gestorben am 26. März 1942 im Wald von Biķernieki bei Riga) war ein deutscher Rabbiner, Naturwissenschaftler und Schriftsteller.
Er wurde im Dezember 1941 mit seiner Familie ins Lager Jungfernhof in der Nähe von Riga (Lettland) deportiert. Nach dessen Auflösung wurden er, seine Frau und drei seiner Töchter ermordet.

## Leben

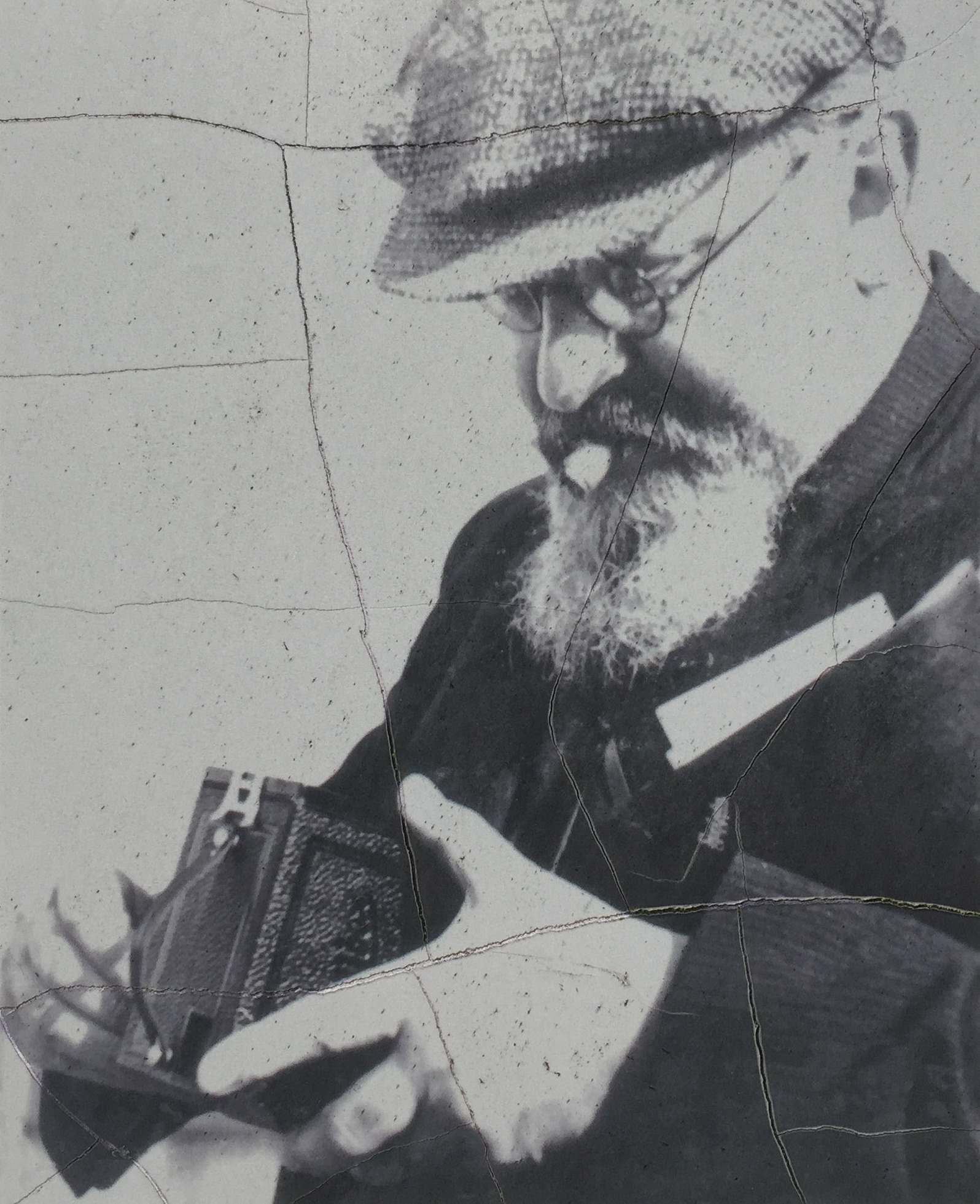
Joseph Carlebach an Bord der Tel Aviv, Januar 1935

### Familie
Carlebach war das achte Kind von Esther Carlebach, einer in Lübeck geborenen Tochter des dortigen Rabbiners Alexander Sussmann Adler, und des in Heidelsheim geborenen Rabbiners Salomon Carlebach. Das Familiengrab befindet sich auf dem Jüdischen Friedhof in Lübeck-Moisling. 1919 heiratete er seine einstige Schülerin Charlotte Preuss (1900–1942), eine Nichte des Fotografen Max Halberstadt. Aus der Ehe gingen neun Kinder hervor, von denen viele Rabbiner wurden oder einen heirateten.

### Ausbildung und internationale Jahre
Joseph Carlebach wurde Rabbiner, wie die meisten seiner Brüder, darunter Ephraim Carlebach, der Gründer der Höheren Israelitischen Schule in Leipzig. Joseph Carlebach absolvierte auch eine umfassende naturwissenschaftliche Ausbildung. Er besuchte, wie seine Brüder, das Katharineum zu Lübeck, das er Ostern 1901 mit dem Abitur abschloss. Ab 1901 studierte er in Berlin Naturwissenschaften, Mathematik, Astronomie, Philosophie und Kunstgeschichte. Der Quantenphysiker Max Planck und der Philosoph Wilhelm Dilthey (Hermeneutik) gehörten zu seinen Lehrern. 1908 schloss er das Oberlehrer-Examen in den Naturwissenschaften (mit summa cum laude) ab. Carlebach ließ sich gleichzeitig am dortigen orthodoxen Rabbinerseminar ausbilden. Ab 1905 unterrichtete er für zwei Jahre in Palästina am Jerusalemer Lehrerseminar, der Lämel-Schule und unterbrach für diese Zeit sein Studium. Dort kam er auch mit maßgeblichen Toraexperten in Kontakt.
1909 absolvierte er die akademischen Abschlüsse an der Universität Heidelberg in den Fächern Mathematik, Physik und Hebräisch. Im selben Jahr wurde er an der Universität Heidelberg mit dem Thema Lewi ben Gerson als Mathematiker (ein mittelalterlicher Talmudgelehrter) promoviert. Die Veröffentlichung der Forschungsarbeit über diesen auch Gersonides genannten Gelehrten sowie eine Pionierarbeit über Einsteins Relativitätstheorie (Berlin 1912) brachten Carlebach auch akademische Anerkennung. 1910 bis 1914, gleich nach seiner Promotion, widmete sich Carlebach wieder verstärkt dem Rabbinatsstudium am Berliner Rabbinerseminar der Israelitischen Synagogen-Gemeinde Adass Jisroel, welches streng orthodox ausgerichtet war und unter der Leitung des Rabbiners David Hoffmann stand. 1914 wurde er als Rabbiner ordiniert.
Von 1914 bis 1918, während des Ersten Weltkriegs, wurde er zum Militär eingezogen. Zunächst diente er als Telegraphist in Mainz. 1915 wurde Carlebach auf Empfehlung seines Schwagers, des Feldrabbiners Leopold Rosenak ins deutsch besetzte Litauen, das damals ein Zentrum der jüdischen Gelehrsamkeit war, beordert. Er absolvierte seinen Wehrdienst als deutscher Kulturoffizier (im Range eines Hauptmanns) und Rabbiner in Litauen. In Kaunas gründete er zusammen mit örtlichen Talmudgelehrten das teils deutschsprachige Jüdische Realgymnasium (גימנזיום עברי), das er auch bis 1919 leitete.

### Rabbiner in Deutschland
1920 wurde Carlebach amtierender Rabbiner in Lübeck, bis ihm dort 1921 David Alexander Winter folgte.
1921 wurde er Rektor der Talmud-Tora-Schule in Hamburg. Joseph Carlebach ging als schöpferischer Erzieher individuell auf die Schüler ein und leitete sie so durch das Interesse am Thema zu selbstständigem Lernen und Entdecken an. Dabei verstand der Lehrer sich als älterer Freund des Schülers. Grundlage und Ausgangspunkt der Lehre Carlebachs war der jüdische Glaube, der alle Lebens- und Wissensbereiche durchdringen und die Ganzheit und Einheit von Seele und Geist garantieren sollte. Das Ziel der Schule sah er in der Schaffung einer jüdischen Lebenswelt, getragen vom höchsten jüdischen Wert sittlich-ethischer Verantwortung, in der Hebräisch als lebendige Sprache gesprochen wird.
1925 wurde Joseph Carlebach als Nachfolger von Meir Lerner zum Oberrabbiner der Hochdeutschen Israeliten-Gemeinde (HIG) in der damals noch selbstständigen preußischen Großstadt Altona gewählt. Es war das Altonaer Wappen, das Symbol der offenen Tore, das ihm so ganz entsprach, und Altonas unter Beweis gestellte Aufnahmefreundlichkeit nicht nur gegenüber verfolgten Juden aus Osteuropa. Auch der damalige Oberbürgermeister Max Brauer begrüßte ihn und war lange begeisterter Besucher von Carlebachs Vorträgen. Wie stark ihn dessen Ideen prägten, wurde deutlich, als Brauer Mitte März 1936 auf Einladung des American Jewish Congress auf einer Vortragsreise durch die USA in New York auf einem Bankett eine Rede hielt, in der er den Antisemitismus als tragende Säule der NS-Ideologie analysierte. Zudem forderte er, der Kampf der Juden in Deutschland gegen ihre zunehmende Entrechtung müsse international unterstützt werden, am besten durch einen jüdischen Weltkongress.
1936 berief die Deutsch-Israelitische Gemeinde (DIG, damals die aschkenasische jüdische Gemeinde Hamburgs) Carlebach als Nachfolger von Oberrabbiner Samuel Spitzer nach Hamburg an die Bornplatzsynagoge. Vor der versammelten Menge versprach er bei seiner Antrittsrede, „(…) daß mein Haus und Herz jedem offenstehen wird (…) und ich all die Nöte eurer Seele mit euch tragen werde, daß ich die Auszeichnung der Berufung auf diesen Rabbinatssitz nur als eine Verpflichtung nehmen will zu schlichter Menschlichkeit jedem gegenüber, das ist das Gelöbnis dieser Stunde (…)“.
Nach den Eingemeindungen im Rahmen des Groß-Hamburg-Gesetzes am 1. April 1937 schlossen auch die jüdischen Gemeinden (Deutsch-Israelitische Gemeinde zu Hamburg, Hochdeutsche Israeliten-Gemeinde zu Altona, Israelitische Gemeinde zu Wandsbek, Jüdische Synagogen-Gemeinde Harburg-Wilhelmsburg) einen Vertrag zu ihrer Vereinigung zum 1. Januar 1938. Der neue Name Deutsch-Israelitische Gemeinde zu Groß-Hamburg wurde jedoch vom NS-Ministerium für Kultus nicht genehmigt, da „Deutsch“ für jüdische Organisationen verboten und „Israelitisch“ irreführend sei, da in der NS-Rassenideologie „Jüdisch“ der eindeutige Begriff sei sowie „Gemeinde“ – so die fadenscheinige Argumentation – für politische Kommunen vorbehalten sei. Die Gemeinde wählte daraufhin den Namen Jüdischer Religionsverband in Hamburg. Carlebach blieb auch danach leitend, als Oberrabbiner zu Hamburg. 1937 wurde Bruno Italiener zum Oberrabbiner des Tempelverbandes gemacht, und Carlebach nannte sich ab 1938 Oberrabbiner des Synagogenverbandes.

„Die zentrale Persönlichkeit im Leben der Juden in Hamburg-Altona war Oberrabbiner Joseph Carlebach […]. Er verkörperte die von allen Richtungen verehrte und anerkannte geistige Autorität innerhalb der Gemeinde. Carlebach […] vereinigte in sich das Judentum von Ost und West im weitesten Sinne dieses Wortes. Allgemeine Kultur und jüdisches Wissen wurden in ihm zu einer kunstvollen Synthese, und dabei war er jüdisch-orthodox in seinem Glauben und in seiner Lebensführung. Ich persönlich sehe ihn plastisch vor mir stehend als meinen Lehrer.“

### Drangsalierung in der Zeit des Nationalsozialismus
Carlebachs „Antrag auf Ausstellung einer steuerlichen Unbedenklichkeitsbescheinigung“ erweckte den Verdacht, die Familie wolle auswandern. Die Devisenstelle veranlasste eine Sicherungsanordnung; danach durfte Carlebach Zahlungen und Abhebungen nur noch mit behördlicher Genehmigung über ein Sicherungskonto erledigen. Nach der Reichspogromnacht 1938 musste eine „Judenvermögensabgabe“ von 25 % des Vermögens an das Finanzamt gezahlt werden.
Ab Oktober 1940 bekam Carlebach kein Gehalt mehr. Am 31. Mai 1941 wurde er mit einer Geldstrafe belegt, weil er versäumt hatte, den Zwangsvornamen Israel ins Fernsprechbuch eintragen zu lassen. Ab 19. September 1941 musste zur Stigmatisierung ein Judenstern getragen werden. Mit Erlass vom 18. Oktober 1941 gab es ein Ausreiseverbot für Juden. Gestapo-Leute verfolgten seine Gottesdienste. Vom 25. Oktober 1941 an wurden die Juden aus Hamburg deportiert. Ihr Eigentum fiel gemäß der 11. Verordnung zum Reichsbürgergesetz an das Reich; die Besitztümer wurden durch eine „Vermögensverwaltungsstelle“ des Finanzamts verkauft.

### Wirken in der Zeit des Nationalsozialismus
Miriam Gillis-Carlebach, die überlebende Tochter von Joseph Carlebach, erinnerte an den Einsatz ihres Vaters für die verfolgten Juden in der NS-Zeit.

### Deportation und Ermordung

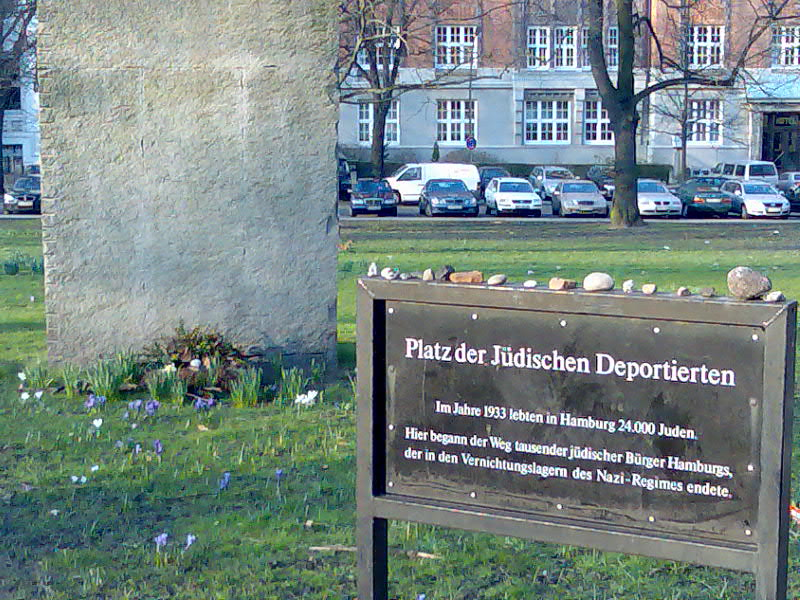
Platz der jüdischen Deportierten: Mahnmal und Erinnerungstafel

Am 4. Dezember 1941 erhielten 753 Hamburger Juden den Deportationsbefehl. Weil der ursprünglich vorgesehene Zielort, das Ghetto in Minsk, überfüllt war, verzögerte sich die Abreise. Fanny Englard geb. Dominitz, eine überlebende Zeugin, berichtete:

„Die Gestapo hatte Carlebach angeboten, zurückzubleiben. Aber er hat sich entschlossen, bei dem Transport zu bleiben, um die vielen Menschen nicht zu enttäuschen, die mit ihm fahren wollten.“

Die Familie Carlebach schrieb am 3. Dezember an einen Onkel Charlottes, Siegfried Halberstadt:

„Wir stehen im Begriff nach Osten zu fahren. Wir wollen Euch noch einmal ein herzliches Lebewohl sagen. Wir sind innerer Zuversicht und segnen die Stunde, da viele Mitreisende durch uns sich getröstet fühlen. Euch und Euren Kindern wünschen und erflehen wir alles Gute. Möget Ihr gesund und lebensfroh bleiben, erfreut durch das Glück Eurer lieben Kinder. Alles Gute!“

So wurde Carlebach mit seiner Familie am 6. Dezember 1941 ins Konzentrationslager Jungfernhof in der Nähe von Riga (Lettland) deportiert, wo der fast Sechzigjährige schwer erkrankte. Im Lager organisierte Carlebach heimlich den Schulunterricht, besorgte ein Chanukka-Fest und einige Bar-Mizwa-Feiern. Als eine Mitgefangene das Essen nicht koscherer Wurst ablehnte, überzeugte er sie mit der Argumentation, dass der Pflicht zur Körper- und Lebenserhaltung („Schmirat Haguf“) durch die Annahme der kraftspendenden Kost mehr gedient sei.
Am 26. März 1942 wurden Joseph Carlebach, seine Frau Charlotte und seine drei jüngsten Töchter Ruth, Noemi und Sara im Wald von Biķernieki bei Riga erschossen. Erst am 30. November 2001 hat, anlässlich der Eröffnung einer Gedenkstätte an dieser Stelle, der Kantor der Jüdischen Gemeinde zu Riga, Vlad Shulman, das Kaddisch gesprochen. Auf den Seiten des Gedenksteins steht in Hebräisch, Russisch, Lettisch und Deutsch:

„Ach Erde, bedecke mein Blut nicht, und mein Schreien finde keine Ruhestatt!“

Der jüngste Sohn Salomon Peter (Shlomo) überlebte die Gewaltherrschaft in neun verschiedenen Konzentrationslagern. Die älteren fünf Kinder wurden von Carlebach und seiner Frau rechtzeitig nach England in Sicherheit geschickt.

### Nachkommen
Sein Sohn, der Rabbiner Salomon Peter Carlebach (1925–2022; nicht zu verwechseln mit seinem gleichnamigen Cousin, dem singenden Rabbi Shlomo Carlebach) wurde nach dem Kriege zunächst Student und später der mashgiach ruchani („geistlicher Leiter“ [der Studenten]) am Yeshiva Rabbi Chaim Berlin(-Institut) in Brooklyn, New York, einer Ausbildungsstätte für Rabbiner. Seine Tochter Miriam Gillis-Carlebach (1922–2020), eine Erziehungswissenschaftlerin, war Direktorin des Joseph Carlebach Instituts für zeitgemäße jüdische Erziehung der Bar-Ilan-Universität in Ramat Gan (Israel). Sie pflegte die Kontakte mit Hamburg, insbesondere die Zusammenarbeit der Universitäten.

## Gedenken an Carlebach in Hamburg

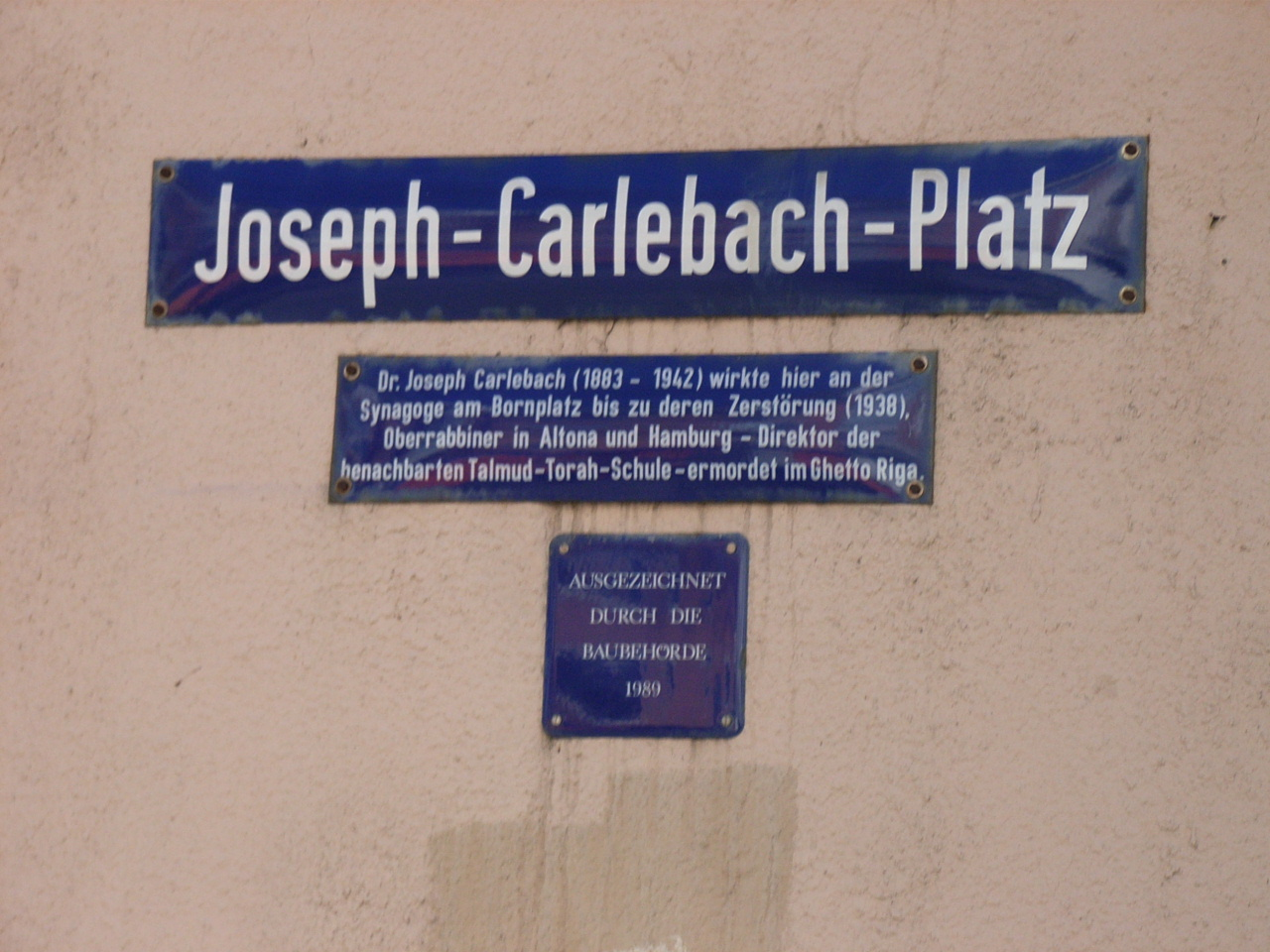
Straßenschild

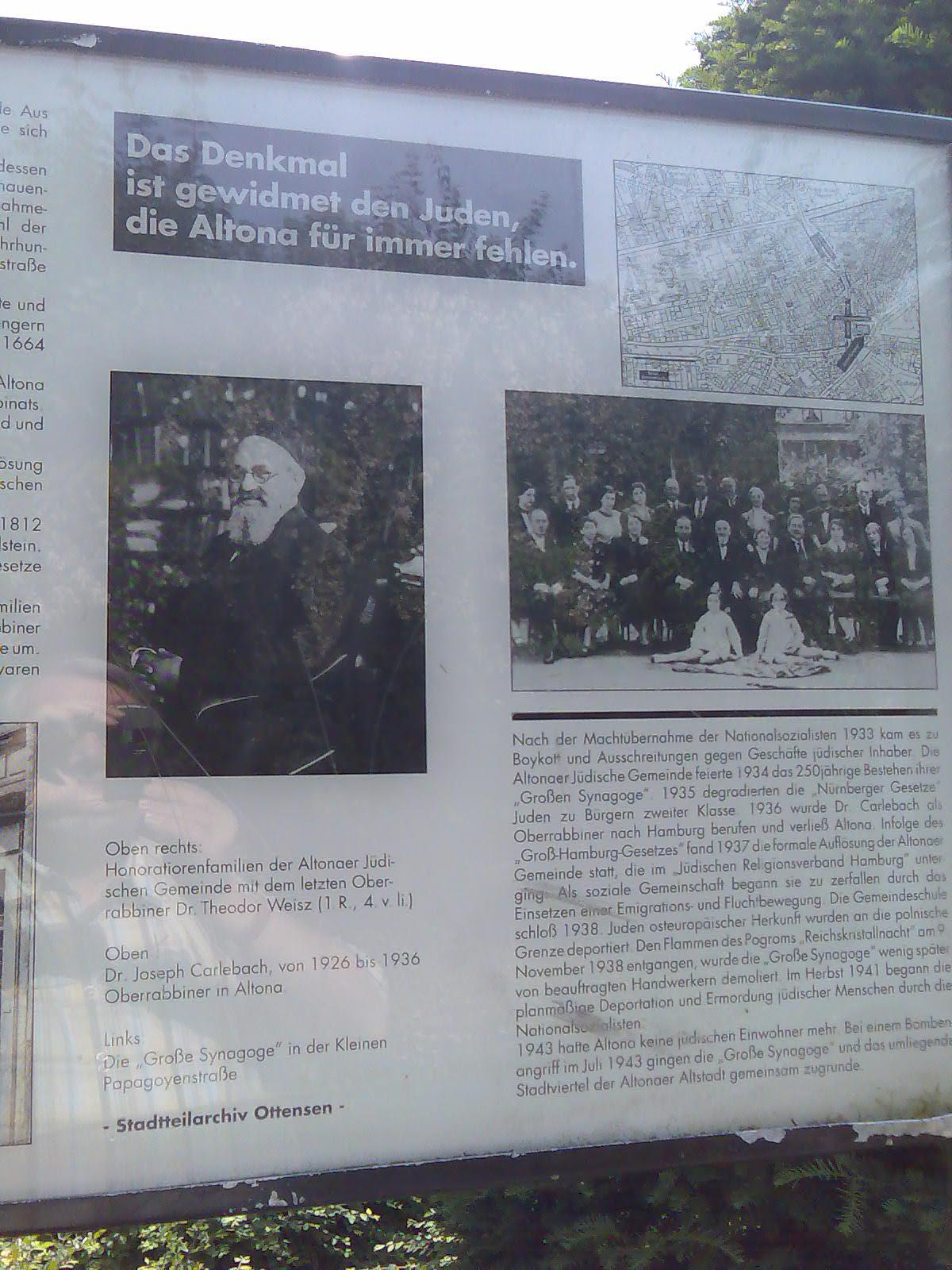
Gedenktafel in Altona mit Bildnis Carlebachs

In der Stadt Hamburg und ihrer jetzigen Jüdischen Gemeinde, wird das Andenken an den hochgeachteten Joseph Carlebach sehr gepflegt:

### Joseph-Carlebach-Platz
Im Jahre 1988 wurde mit Granitsteinen das frühere Deckengewölbe auf dem früheren Standort der Bornplatzsynagoge im Originalmaßstab im Boden nachgebildet. Gestaltet nach einem Entwurf der Künstlerin Margrit Kahl und des Architekten Bernhard Hirche, wurde der Platz im Grindel (Bezirk Hamburg-Eimsbüttel), der heute ein Teil des Campus der Universität ist, zum Gedenken an den letzten Hamburger Oberrabbiner vor dem Kriege im Jahre 1990 in Joseph-Carlebach-Platz umbenannt.

### Joseph-Carlebach-Preis
2003, am 120. Geburtstag Carlebachs, stiftete die Universität Hamburg den Joseph-Carlebach-Preis, der seit dem Jahre 2004 alle zwei Jahre verliehen wird. Der Preis wird für herausragende wissenschaftliche Beiträge aus dem Hamburger Raum zur jüdischen Geschichte, Religion und Kultur an junge Nachwuchswissenschaftlerinnen und Nachwuchswissenschaftler vergeben. Die Universität will damit die in Hamburg lebendige jüdische Kultur und Wissenschaft deutlicher und bekannter machen. Am Institut für Germanistik I der Universität kann die jiddische Sprache und Literatur studiert werden.
Ausgezeichnet wurden 2004 die Nachwuchswissenschaftlerinnen Christina Pareigis (Fachbereich Sprach-, Literatur- und Medienwissenschaft) für ihre Dissertation trogt zikh a gezank – Jiddische Liedlyrik von Kadye Molodovsky, Yitzhak Katzenelson, Mordechaj Gebirtig aus den Jahren 1939–1945 sowie Jorun Poettering (Fachbereich Philosophie und Geschichtswissenschaft) für ihre Magisterarbeit Hamburger Sefarden im Atlantischen Zuckerhandel des 17. Jahrhunderts.
Für das Jahr 2006 wurden Anfang 2007 die Nachwuchswissenschaftlerinnen Sandra Konrad (Fachbereich Psychologie) für ihre Dissertation Everybody has one's own Holocaust. Eine internationale Studie über die Auswirkungen des Holocaust auf jüdische Frauen dreier Generationen sowie Christine Müller (Fachbereich Erziehungswissenschaft) für ihre Dissertation Zur Bedeutung von Religion für jüdische Jugendliche in Deutschland ausgezeichnet.
Nachdem bei den ersten beiden Verleihungen je zwei Arbeiten ausgezeichnet wurden, wurde 2008/09 und 2010/11 jeweils nur eine Arbeit prämiert:
2009 erhielt Katharina Kraske den Preis für ihre Magisterarbeit Auschwitz erinnern. Shoah-Darstellungen in der italienischen Literatur.
2011 wurde Arne Offermanns für seine Einführung, Edition und den Kommentar zu Der Briefwechsel zwischen Ernst Lissauer und Walter A. Berendsohn 1935-1937 ausgezeichnet.
2013 wurde der Preis wieder geteilt: Beate Meyer wurde ausgezeichnet für ihre Monographie Tödliche Gratwanderung – Die Reichsvereinigung der Juden in Deutschland zwischen Hoffnung, Zwang, Selbstbehauptung und Verstrickung (1939-1945), Sebastian Schirrmeister für seine Magisterarbeit Das Gastspiel – Friedrich Lobe und das hebräische Theater 1933-1950.
2015 wurde der Preis erneut geteilt. Die Wissenschaftlerin Lea Wohl von Haselberg erhielt den Preis für ihre Dissertation Und nach dem Holocaust? Jüdische Spielfilmfiguren im (west-)deutschen Film und Fernsehen nach 1945. Die fünf Studierenden Özlem Alagöz-Bakan, Fabian Boehlke, Viktoria Wilke, Nikolas Odinius und Thomas Rost erhielten den Preis für ihre gemeinsame Seminararbeit zum Thema Stolpersteine im Grindelviertel. Vom Namen zur Biographie. Ebenso ausgezeichnet wurde
2016/17 ging die Auszeichnung an Jutta Braden (Fachbereich Geschichte) für ihre Monographie Konvertiten aus dem Judentum in Hamburg 1603 bis 1760. Esdras Edzardis Stiftung zur Bekehrung der Juden von 1667. sowie an Dr. Inka Le-Huu (ebenfalls Fachbereich Geschichte) für ihre Dissertation Die sociale Emanzipation der Juden. Jüdisch-christliche Begegnungen im Hamburger Bürgertum (1830–1871).

### Joseph-Carlebach-Schule

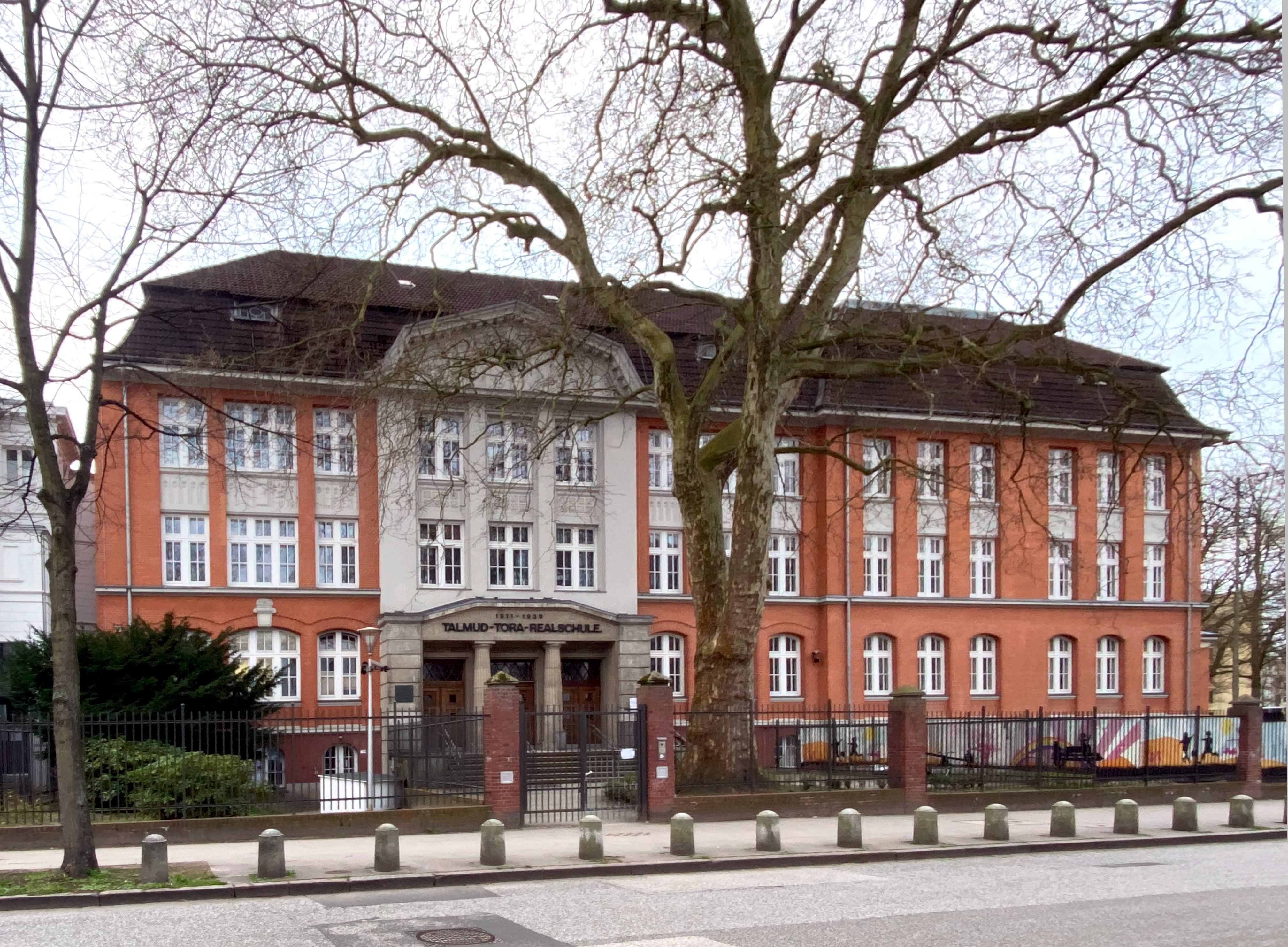
Die ehemalige Talmud-Tora-Schule

Zum Schuljahr 2007/08 sind am 28. August 2007 nach 68 Jahren wieder Kinder in das Gebäude der ehemaligen Talmud-Tora-Schule eingezogen. Der Schulbetrieb beginnt im Geiste Joseph Carlebachs in Gestalt einer staatlich genehmigten jüdischen Ganztagsgrundschule mit angeschlossener Vorschule. Die Finanzierung teilen sich die Stadt Hamburg, die jüdische Gemeinde und die Eltern.
Bis dahin war in dem Gebäude die Fachhochschule für Bibliothekswesen untergebracht. Eine Gedenktafel im Treppenhaus erinnerte an die Geschichte der Schule und das Schicksal ihrer Schüler und Lehrer.
Im Gebäude sind auch der Kindergarten der jüdischen Gemeinde mit 60 Plätzen und die Verwaltung der jüdischen Gemeinde untergebracht.

### In Hamburg-Altona

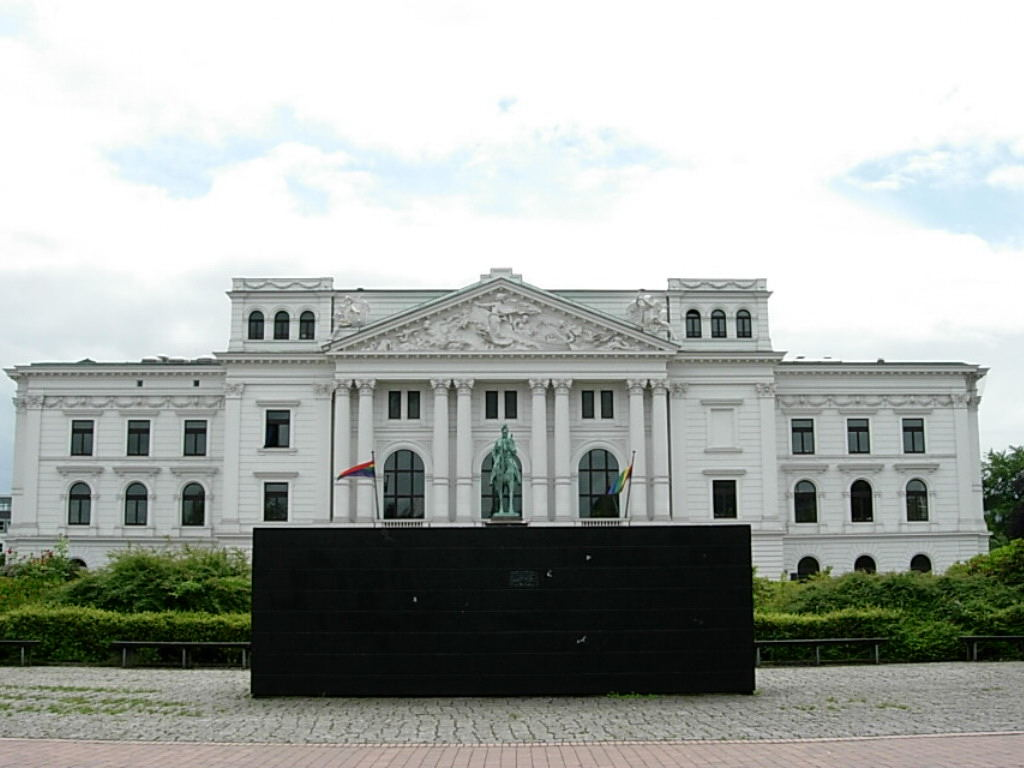
Schwarze Form vor dem Altonaer Rathaus

Am Südende des Platzes der Republik gegenüber dem Rathaus erinnert der schwarze Quader Black Form – Dedicated to the Missing Jews von Sol LeWitt mit einer Widmung an die „Juden, die Altona für immer fehlen“ an die jüdische Gemeinde und ihren Rabbiner Joseph Carlebach.
In Altona erinnert die Carlebachstraße, die von der Gilbertstraße zur Saßstraße führt, an den Altonaer Oberrabbiner.

### In Lübeck
Der etwa 5,5 Hektar große Carlebach-Park im neuen Lübecker Hochschulstadtteil wurde nach der Rabbinerfamilie Carlebach benannt.

## Gedenken an Carlebach in Israel

### Joseph Carlebach Institut
Das 1992 an der Bar-Ilan-Universität in Ramat Gan gegründete deutschsprachige akademisch-erzieherische Joseph Carlebach Institut (JCI) möchte zum deutsch-jüdischen und deutsch-israelischen Verständnis beitragen und fördert gemeinsame Seminare und Konferenzen mit deutschsprachigen Universitäten, Instituten und Studierendengruppen. Weitere Ziele sind die (Wieder)Veröffentlichung der Schriften Joseph Carlebachs sowie die Pflege des Andenkens an die Familie Carlebach, an die jüdischen Gemeinden und an die in der Schoah Umgekommenen.
Das vom JCI aufgebaute Archiv umfasst Sammlungen zu Joseph Carlebach, zum Leipziger Rabbiner Ephraim Carlebach, zum jüdischen Leben in Schleswig-Holstein sowie Einzeldokumente. Die alle zwei bis drei Jahre erscheinenden Schriftenbände zur Joseph Carlebach-Konferenz werden von der JCI mit herausgegeben.

### 'Rechov Carlebach רחוב קרליבך' in Jerusalem
Im Jerusalemer Vorort Talpiot wurde am 18. August 1954 in Erinnerung an sein Wirken an der dortigen Lämel-Schule eine Straße nach Joseph Carlebach benannt.

## Werke (Auswahl)
- Lewi ben Gerson als Mathematiker. Ein Beitrag zur Geschichte der Mathematik bei den Juden (Dissertation). L. Lamm, Berlin 1910.
- Das Hohelied, übertragen und gedeutet von Joseph Carlebach. Hermon-Verlag, Frankfurt am Main 1924.
- Moderne pädagogische Bestrebungen und ihre Beziehungen zum Judentum. Jüdische Schriftenreihe B.J.A. 12 Nr. 3 (19 S.). Hebräischer Verlag „Menorah“, Berlin o. J. [1924 o. 1925].
- Die drei grossen Propheten Jesajas, Jirmija und Jecheskel; eine Studie (133 S.). Hermon-Verlag, Frankfurt am Main 1932.
  - französische Übersetzung: Les trois grands prophetes, Isaie, Jeremie, Ezechiel. Traduit de l’allemand par Henri Schilli (141 S.). Editions A. Michel, Paris 1959.
- Das Buch Koheleth. Ein Deutungsversuch. Hermon, Frankfurt am Main 1936.
- Das gesetzestreue Judentum (53 S.). Im Schocken Verlag, Berlin 1936.
- Ausgewählte Schriften, Band 1 und 2. Herausgegeben von Miriam Gillis-Carlebach, mit einem Vorwort von Haim H. Cohn. Georg Olms Verlag, Hildesheim, New York 1982.
- Ausgewählte Schriften, Band 3. Herausgegeben von Miriam Gillis-Carlebach. Georg Olms Verlag, Hildesheim 2002[17]
- Ausgewählte Schriften, Band 4: Ausgewählte Briefe aus fünf Jahrzehnten. Herausgegeben von Miriam Gillis-Carlebach unter Mitarbeit von Gillian Goldmann. Georg Olms Verlag, Hildesheim 2007[18]
- Mikhtavim mi-Yerushalayim (1905–1906): Erets Yi'sra'el be-reshit ha-me'ah be-`ene moreh tsa`ir, ma'skil-dati mi-Germanyah. Hrsg. und übersetzt von Miryam Gilis-Karlibakh (141 S., ill.). Ramat-Gan: Orah, mi-pirsume Mekhon Yosef Karlibakh; Yerushalayim: Ariel, 1996.